# Zapotillo (Veraguas)
Zapotillo es un corregimiento del distrito de Las Palmas en la provincia de Veraguas, República de Panamá. La localidad tiene 1.067 habitantes (2010).